# Campeonato Mundial de Snowboard de 1996
O Campeonato Mundial de Snowboard de 1996 foi a primeira edição do Campeonato Mundial de Snowboard, organizado pela Federação Internacional de Esqui (FIS). A competição foi disputada entre os dias 24 de janeiro e 28 de janeiro, em Lienz na Áustria.

## Medalhistas

### Masculino
| Evento          | Ouro                            | Prata                         | Bronze                        |
| Slalom gigante  | Jeff Greenwood · Estados Unidos | Mike Jacoby · Estados Unidos  | Helmut Pramstaller · Áustria  |
| Halfpipe        | Ross Powers · Estados Unidos    | Lael Gregory · Estados Unidos | Rob Kingwill · Estados Unidos |
| Slalom paralelo | Ivo Rudiferia · Itália          | Rainer Krug · Alemanha        | Helmut Pramstaller · Áustria  |

### Feminino
| Evento          | Ouro                                  | Prata                             | Bronze                          |
| Slalom gigante  | Karine Ruby · França                  | Manuela Riegler · Áustria         | Sondra van Ert · Estados Unidos |
| Halfpipe        | Carolien van Kilsdonk · Países Baixos | Annemarie Uliasz · Estados Unidos | Cammy Potter · Estados Unidos   |
| Slalom paralelo | Marion Posch · Itália                 | Marcella Boerma · Países Baixos   | Sondra van Ert · Estados Unidos |

## Quadro de medalhas
| Ordem | País           | Medalha de ouro | Medalha de prata | Medalha de bronze | Total |
| ----- | -------------- | --------------- | ---------------- | ----------------- | ----- |
| 1     | Estados Unidos | 2               | 3                | 4                 | 9     |
| 2     | Itália         | 2               | 0                | 0                 | 2     |
| 3     | Países Baixos  | 1               | 1                | 0                 | 2     |
| 4     | França         | 1               | 0                | 0                 | 1     |
| 5     | Áustria        | 0               | 1                | 2                 | 3     |
| 6     | Alemanha       | 0               | 1                | 0                 | 1     |
|       | TOTAL          | 6               | 6                | 6                 | 18    |